# PPAP vs. Axel F
PPAP vs. Axel F è un singolo di Pikotaro, pubblicato il 18 novembre 2016.

## Video musicale
Il 18 novembre 2016 è stato pubblicato in concomitanza dell'uscita del singolo sul canale YouTube di Pikotaro e Ultra Music.

## Tracce
1. PPAP vs. Axel F – 2:35